# Dirty Harry (serie di film)

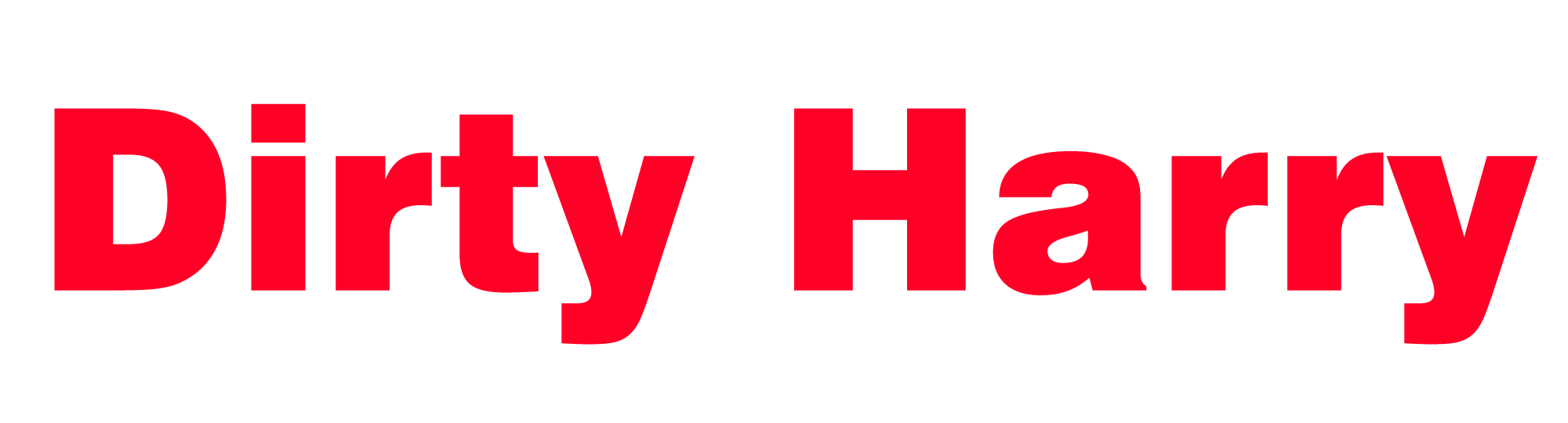
Logo della serie

Dirty Harry è una serie di film thriller d'azione neo-noir statunitense avente per protagonista l'ispettore della omicidi di San Francisco Harry Callaghan (Callahan in originale) interpretato da Clint Eastwood. La saga, iniziata con Ispettore Callaghan: il caso Scorpio è tuo! (1971), è proseguita con Una 44 Magnum per l'ispettore Callaghan (1973), Cielo di piombo, ispettore Callaghan (1976), Coraggio... fatti ammazzare (1983) e Scommessa con la morte (1988). Eastwood, oltre ad interpretare il protagonista, ha anche diretto il quarto capitolo.
Callaghan è noto per i suoi metodi non ortodossi, violenti e spietati contro i criminali e gli assassini che è incaricato di arrestare.

## Film

### Ispettore Callaghan: il caso Scorpio è tuo!

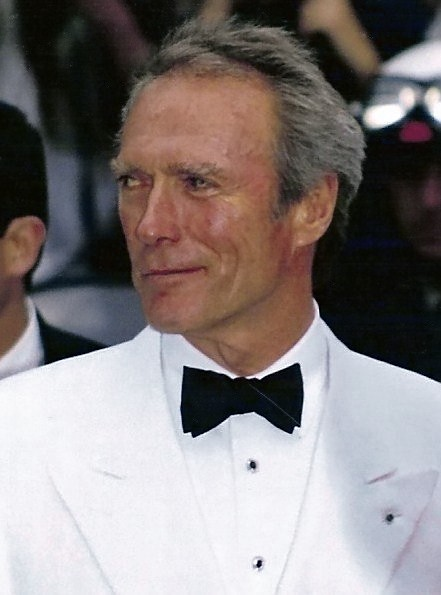
Clint Eastwood, interprete del protagonista Harry Callaghan

Uscito nel 1971 e diretto da Don Siegel, a Callaghan viene assegnato il caso del serial killer Scorpio (vagamente basato sul Killer dello Zodiaco). L'iconico personaggio del detective schietto e dai metodi non ortodossi interpretato da Eastwood, ha influenzato la caratterizzazione per molti dei suoi ruoli successivi, e il successo del film al botteghino ha portato alla produzione di quattro sequel. Il personaggio del "poliziotto alienato" è stato successivamente imitato da numerosi altri film.
È stato il sesto film di maggior incasso del 1971 dopo Il violinista sul tetto, Billy Jack, Il braccio violento della legge, Quell'estate del '42 e Agente 007 - Una cascata di diamanti.

### Una 44 Magnum per l'ispettore Callaghan
Uscito nel 1973 e diretto da Ted Post, la trama ruota attorno a un gruppo di poliziotti in moto che giustiziano quei criminali che sono riusciti a farla franca evitando le condanne. Nonostante la propensione di Callaghan per i metodi duri, non tollera l'omicidio a sangue freddo e decide di fermare gli assassini.

### Cielo di piombo, ispettore Callaghan
Uscito nel 1976 e diretto da James Fargo, in questo film, Callaghan è affiancato da Kate Moore, una giovane recluta senza esperienza sul campo (nel 1976, alle donne americane era stato concesso solo di recente di ricoprire incarichi di pattuglia e investigazione). Callaghan, inizialmente restìo a collaborare con la giovane, è un fermo oppositore all'introduzione di agenti inesperti, sia maschi che femmine, vista la pericolosità della squadra omicidi. Kate si dimostra entusiasta (troppo per Harry) e ingenua, ma matura rapidamente e risulterà preziosa al fine delle indagini, guadagnandosi così il rispetto dell'esperto collega.

### Coraggio... fatti ammazzare
Uscito nel 1983, è l'unico film della serie diretto da Clint Eastwood. Invecchiato, sempre amareggiato, ma ancora in gamba, Callaghan viene mandato in una piccola città per seguire una pista in un caso di omicidio, che lo porta direttamente da una vittima di stupro in cerca di vendetta per se stessa e per sua sorella catatonica. Del film è rimasta famosa la frase Go ahead, make my day (adattata in italiano come coraggio... fatti ammazzare).

### Scommessa con la morte
Uscito nel 1988 e diretto da Buddy Van Horn, all'inizio della pellicola Callaghan scopre di essere tra i bersagli del dead pool, un gioco che scommette sulla morte di celebrità. Qualcuno cerca infatti di truccare il gioco uccidendo le celebrità presenti sulla lista di uno dei partecipanti.
Dopo questo film, Eastwood decise di non partecipare ad altri film, poiché sentiva che la sua età (58 nel 1988) avrebbe reso il personaggio una parodia.

## Accoglienza

### Critica e incassi
| Anno | Film                                        | Rotten Tomatoes     | Metacritic         | Box office  |
| ---- | ------------------------------------------- | ------------------- | ------------------ | ----------- |
| 1971 | Ispettore Callaghan: il caso Scorpio è tuo! | 89% (54 recensioni) | 87 (10 recensioni) | $35.976,000 |
| 1973 | Una 44 Magnum per l'ispettore Callaghan     | 69% (27 recensioni) | 58 (7 recensioni)  | $39.768,000 |
| 1976 | Cielo di piombo, ispettore Callaghan        | 69% (37 recensioni) | 58 (7 recensioni)  | $46.236,000 |
| 1983 | Coraggio... fatti ammazzare                 | 51% (40 recensioni) | 52 (13 recensioni) | $67.642,693 |
| 1988 | Scommessa con la morte                      | 53% (34 recensioni) | 46 (15 recensioni) | $37.903,295 |

## Home video
Warner Home Video possiede i diritti della serie. I cinque film sono stati rimasterizzati in DVD tre volte: nel 1998, 2001 e 2008. Nel 2008 è stato distribuito il solo Scommessa con la morte e due anni dopo è stato pubblicato il cofanetto completo con chiamato "Clint Eastwood Dirty Harry Collection".

## Altri media

### Romanzi
All'inizio degli anni ottanta, Warner Books ha pubblicato dodici libri, scritti con lo pseudonimo Dane Hartman, che raccontano le avventure di Dirty Harry. I romanzi sono stati successivamente tradotti solo in francese negli anni novanta, nella collana Collection Supercops.

### Videogiochi
Nel 1995 la Williams Electronic Games creò un flipper dedicato al primo film e ne sono state prodotte 4.248 unità. Le caratteristiche del gioco includono uno sparatutto con impugnatura a pistola, un cannone mobile utilizzato per sparare ai bersagli nel campo di gioco e alcuni audio registrati da Clint Eastwood. Le modalità di gioco, i suoni e le animazioni rimandavano agli eventi del film, come un inseguimento in macchina, una rissa in un bar, disinnescare bombe e la modalità "Feel Lucky".
Nel 1990 è stato pubblicato per la console NES Dirty Harry: The War Against Drugs, che contiene molti riferimenti alla saga.
Nel 2007 era prevista l'uscita di Dirty Harry prodotto da The Collective basato sull'omonimo film del 1971, è stato inialmente rimandato e successivamente cancellato.

## Influenze in altri prodotti
- Frank Miller, autore delle graphic novel di Sin City, ha rivelato in un'intervista di aver creato l'arco narrativo di Quel bastardo giallo a causa dell'antipatia provata nel guardare Scommessa con la morte. Miller ha dichiarato: "Quando sono andato a vedere l'ultimo film di Dirty Harry, Scommessa con la morte, ero disgustato. Sono uscito dal cinema e ho detto, questo non è un film di Dirty Harry, questo non è niente, questo è un pallido sequel". e ho anche detto: "non è l'ultima storia di Dirty Harry, ti mostrerò l'ultima storia di Dirty Harry ".[28] Nella storia, il personaggio di Nancy di cognome fa Callahan. Il suo Dirty Harry è il personaggio di John Hartigan, interpretato da Bruce Willis nell'adattamento cinematografico diretto da Robert Rodriguez.
- La recluta, diretto dallo stesso Eastwood che interpreta un poliziotto anziano e duro che collabora con una giovane recluta alle prime armi, interpretato da Charlie Sheen. All'uscita del film, i critici e il pubblico hanno notato le somiglianze tra i due personaggi di Eastwood.[29]
- Gran Torino, altro film che vede Eastwood come regista ed interprete principale. In questo film del 2008, interpreta Walt Kowalski, un veterano della guerra di Corea rimasto vedovo, alienato dalla sua famiglia e arrabbiato con il mondo. Il suo giovane vicino, Thao Vang Lor, è costretto a rubare la preziosa Ford Gran Torino del 1972 di Walt come rito di iniziazione per poter entrare in una banda. L'anziano protagonista sventa il furto e successivamente sviluppa un rapporto di amicizia con il ragazzo e la sua famiglia. Il biografo Marc Eliot ha definito il ruolo di Eastwood "una fusione dell'Uomo senza nome, Harry Callaghan e William Munny, qui, invecchiato e cinico, ma disposto a combattere ogni volta che se ne presenta la necessità".[30] Manohla Dargis ha paragonato la presenza di Eastwood nel film a Dirty Harry e l'Uomo senza nome, affermando: "in un certo senso Dirty Harry è tornato in Gran Torino, non come personaggio ma come presenza spettrale. Aleggia nel film, nei temi e nelle immagini di alto livello, e ovviamente, nel volto di Mr. Eastwood. Ora è un volto monumentale, raggrinzito e rugoso che non sembra più semplicemente esposto al passare del tempo, come ha fatto per decenni, ma sembra più vicino al legno pietrificato."[31] Tania Modleski , autrice di Clint Eastwood and Male Weepies, ha dichiarato: "per molti recensori, Gran Torino rappresenta il passo finale nel ripudio di Eastwood per il personaggio di Dirty Harry. Se Gli spietati finisce per essere equivoco nei confronti della violenza e del farsi giustizia da soli, Gran Torino sembra accettare l'impotenza dell'eroe solitario e vendicatore" e che l'impotenza "è forse sottolineata dal gesto ripetuto di Walt di puntare il dito contro i cattivi come se fosse una pistola".[32] Amy Biancolli dello Houston Chronicle ha affermato che sebbene abbia definito Walt, una "vecchia scoreggia", nonostante non si chiami Dirty Harry, "non c'è dubbio che la sua voce roca o l'irritabilità richiami la stessa visione del mondo di Callaghan".[33] Tom Charity della CNN ha dichiarato: "Come altri eroi di Eastwood prima di lui, Walt sacrifica la sua indipendenza accettando che gli altri dipendano da lui".[34] John Serba del Grand Rapids Press ha detto che è "un personaggio amaro, irrimediabilmente irritabile" che "condivide un senso di certezza morale" con Callaghan, ma Walt "è intriso della saggezza e della stanchezza che Callaghan non ha".[35]